# Milionia glauca
Milionia glauca är en fjärilsart som beskrevs av Stoll 1782. Milionia glauca ingår i släktet Milionia och familjen mätare. Inga underarter finns listade i Catalogue of Life.